# Ballade pour Adeline
Ballade pour Adeline è un famoso brano musicale per pianoforte, composto nel 1976 da Paul de Senneville e Olivier Toussaint e inciso originariamente nel 1977 dal pianista francese Richard Clayderman, per il quale il disco rappresentò il singolo di debutto, che lo fece conoscere in tutto il mondo.
Il brano era dedicato a Adeline de Senneville, la secondogenita appena nata di Paul de Senneville.
La versione originale di Clayderman raggiunse la prima posizione in Austria e Svizzera, la seconda in Norvegia e la sesta in Svezia e Germania Ovest vendendo 22 milioni di copie in 38 differenti Paesi. Il brano fa anche parte dell'album eponimo di debutto dell'artista.

## Storia
Dopo aver composto il brano, Paul de Senneville e Olivier Toussaint indissero delle audizioni per scegliere l'artista che avrebbe dovuto inciderlo.
Tra una ventina di candidati, fu scelto un pianista francese, allora ancora sconosciuto, tale Philippe Pagès, che sarebbe poi diventato famoso in tutto il mondo con lo pseudonimo di Richard Clayderman (dal cognome di una bisnonna).
Olivier Toussaint confidò a Clayderman che si augurava che il disco vendesse almeno 10 000 copie; come detto, il risultato superò largamente le attese.

## Tracce del singolo di Richard Clayderman
45 giri (1977)
1. Ballade pour Adeline (piano e orchestra) 2:36
2. Ballade pour Adeline (piano) 2:40

45 giri (1980)
1. Ballade pour Adeline 2:36
2. Les Fleurs Sauvages 2:50

## Cover
Tra gli artisti che hanno inciso una cover di Ballade pour Adeline, figurano, tra gli altri (in ordine alfabetico):
- The Alexander Brothers
- Claudius Alzner
- Bandari
- Bruno Bertone
- Jean-Claude Borelly
- The Chelsea Strings (1995)
- Richard de Cluny
- Robert Denis
- Frank Duval (Die schönsten Melodien aus Derrick & Der Alte, 1979)
- Fonola Band
- Steve Hall
- Sally Harmon (1992)
- Phil Kelsall (Instrumental Magic, 2006)
- Jürg Kienberger
- Maximilian Kraft
- Michael Krebs (2006)
- James Last
- Byron Lee & The Dragoneers
- London Starlight Orchestra
- David McLauchlan (Memories of Madison, 1997)
- Ingmar Nordström
- The O'Neill Brothers
- Fausto Papetti (1980)
- Roberto Prato
- Beny Rehmann (Romantic Memories, 1996)
- André Rieu (2000)
- Lars Roos (1986)
- Bernd Rusinsky
- Ambros Seelos
- Albert de Senneville
- Michel Simone
- Anthony Ventura
- Danny Wright (Curtain Call, 1993)
- Klaus Wunderlich (Winter and Winter Artists: Hotel Waldhaus Sils-Maria, 2003)

## Il brano nel cinema e nelle fiction
- Il brano, nella versione di Frank Duval, è stato inserito nell'episodio Il giocatore della serie Il commissario Köster.[8]